# La mafia non esiste
La mafia non esiste è un libro dell'avvocato e scrittore antimafia Alfredo Galasso. Il titolo deriva dall'affermazione di uno dei personaggi del libro, l'avvocato Pino Vaglica, difensore di alcuni degli imputati nel maxiprocesso. Come raccontato dall'autore in un'intervista, il titolo avrebbe preso spunto da un'affermazione del Presidente della Prima Sezione della Corte di Cassazione di quel periodo, Corrado Carnevale, il quale durante un convegno avrebbe affermato che "la mafia non esiste".

## Contenuto
Il libro segue assai da vicino l'esperienza dell'autore Alfredo Galasso durante la sua opera come avvocato di parte civile di Nando dalla Chiesa che, insieme ai parenti di altre vittime di mafia, chiedeva tra le altre cose un risarcimento agli imputati del maxiprocesso. A causa della pressoché completa coincidenza tra le vicende del protagonista Roberto Schiano e quelle del suo scrittore Alfredo Galasso, il libro può considerarsi autobiografico.
Sotto lo pseudonimo di Roberto Schiano, lo scrittore ripercorre alcuni aspetti importanti della sua vita nella seconda metà degli anni 80 del Novecento, e in ciascuna delle vicende emerge la presenza scomoda della mafia, a volte evidente e altre volte nascosta e ambigua. In particolare vengono descritte alcune udienze del maxiprocesso, la sua candidatura presso l'Assemblea regionale siciliana con il PCI, l'interrogazione (fatta direttamente a Roma, essendo consentito dalla legge di quel periodo) come persone informate dei fatti dei ministri di quel periodo da parte del giudice del maxiprocesso e, tra questi lo stesso Giulio Andreotti. Quest'ultimo, come Giovanni Spadolini, il 12 novembre 1986 venne interrogato su alcune questioni inerenti al generale Carlo Alberto dalla Chiesa. Il ministro Andreotti è descritto nel libro come reticente e Galasso (nel libro è impersonato da Roberto Schiano) chiese l'"incriminazione del teste per falsa e reticente testimonianza". Poco tempo dopo, la Pretura di Roma archiviò l'accusa nei confronti del ministro con la dicitura "non doversi procedere per inesistenza di reato".

## Curiosità
Alfredo Galasso fu intervistato a cavallo tra 1988 e 1989 nella sala "Simone-Viti-Maino" di Altamura dal giornalista locale Silvio Teot (dell'emittente locale TeleAppula) durante un convegno su mafia e informazione; durante il convegno fu presentato il giornale indipendente Avvenimenti (di cui sarebbe stato redattore) e lo stesso libro di Galasso La mafia non esiste. Durante il convegno vengono fatte alcune allusioni ai "poteri occulti" e ai potentati economici col potere di selezionare e diffondere le informazioni; sono citati nel servizio Silvio Berlusconi e il caso parlamentare di quegli anni relativo a Canale 5.

## Edizione
- Alfredo Galasso, La mafia non esiste, Napoli, Tullio Pironti Editore, 1988.